# Hugh Robertson
Hugh Gibson Robertson (nacido el 15 de septiembre de 1989 en Macon (Georgia)) es un exjugador de baloncesto estadounidense que disputó ocho temporadas como profesional, todas ellas en Europa. Con 1,98 metros de estatura, jugaba en la posición de escolta.

## Trayectoria deportiva
Es un escolta formado en Tallahassee Community College y en los South Florida Bulls, tras no ser elegido en el draft de 2012, debutó como profesional en el Hopsi Polzela para jugar en la 1. A slovenska košarkarska liga, la primera división del baloncesto esloveno, donde jugaría durante dos temporadas.
Tras una temporada 2014-15 por la que pasaría por los equipos de Tadamon Zouk de Líbano y Cognac BB de la NM1, la tercera división francesa. 
En verano de 2015 regresó a Eslovenia para jugar en las filas del Helios Suns Domžale, con el que ganó la 1. A slovenska košarkarska liga, la supercopa y la copa eslovena.
En verano de 2017, firma por el Rethymno BC de la A1 Ethniki procedente del RheinStars Köln.